# Tureng Tepe
Tureng Tepe (persa: تورنگ تپه, "Turó dels faisans") és un jaciment arqueològic del Neolític i calcolític situat a la plana de Gorgan, al nord-est de l'Iran. A prop hi ha un poble de Turang Tappeh.

## Descripció i excavacions
El jaciment de Tureng Tepe està conformat per un grup de turons intercalats amb estanys i cursos d'aigua. La zona arqueològica sencera té uns 800 – 900 m de diàmetre. La majoria dels turons s'eleven entre 11 i 15 m per sobre del nivell del pla circumdant, tot i que el turó central, més escarpat, marcat com a "A" en el pla d'excavació de Wulsin, té més de 30 m d'alçada i domina tot el lloc.

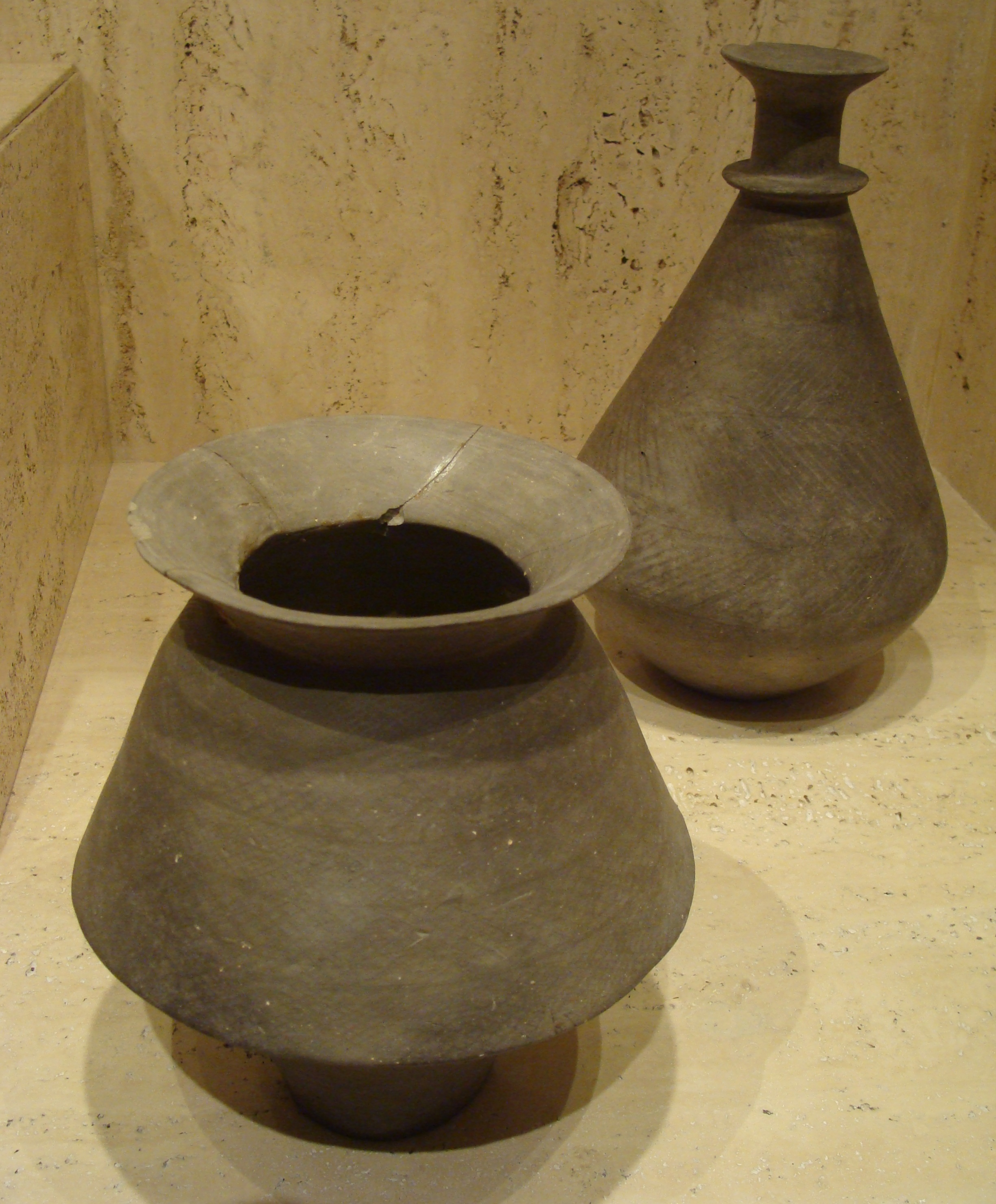
Dos gerros de terracota pintada de Tureng Tepe del II mil·lenni aC. (Museu d'Art Nelson-Atkins).

Les restes més antigues del jaciment daten dels períodes Neolític i calcolític. El nivell d'assentament pertanyent a l'Edat del Bronze data d'aproximadament el 3100-2900 aC, fins al 1900 aC. El 1841 part del material trobat a Tureng Tepe (incloent-hi vaixella d'or) es va enviar al xa Muhammad Xah Qajar; també va ser examinat per Clement Augustus (C.A.) de Bode, despertant així l'interès pel el lloc.
Les primeres excavacions modernes les va fer Frederick Wulsin el 1931, sota el patrocini del Museu de Belles Arts d'Atkins. S'hi va trobar i estudiar ceràmica grisa. El 1959, Jean Deshayes (1924–1979) va redescobrir el jaciment, i les excavacions regulars van començar poc després fins al 1980.

## Figuretes

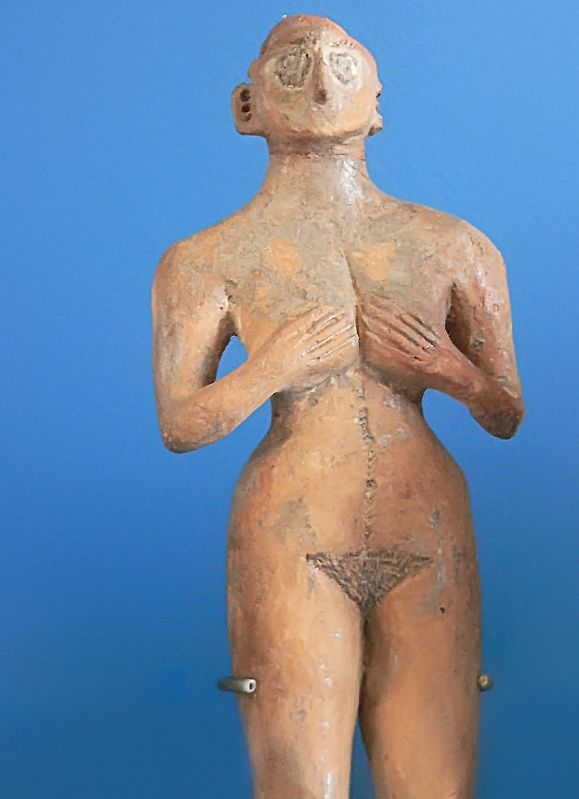
Figureta femenina de ceràmica de Tureng Tepe (3500-2900 aC).

Les figuretes de Tureng Tepe són força notables. Es tracta tant de figuretes fetes de terracota com de pedra.
Pel que fa a les figuretes de pedra, hi ha moltes similituds entre Tureng i els llocs propers de Shah Tepe, Tepe Hisar i Gohar Tappeh. Contràriament, les figuretes de terracota no tenen igual a cap altre lloc proper. Aquestes figuretes de fang cuit troben el seu paral·lelisme estilístic en jaciments més llunyans, al Turkmenistan i a la vall de l'Indus. Fins i tot se n'han suggerit paral·lelismes a Mesopotàmia.

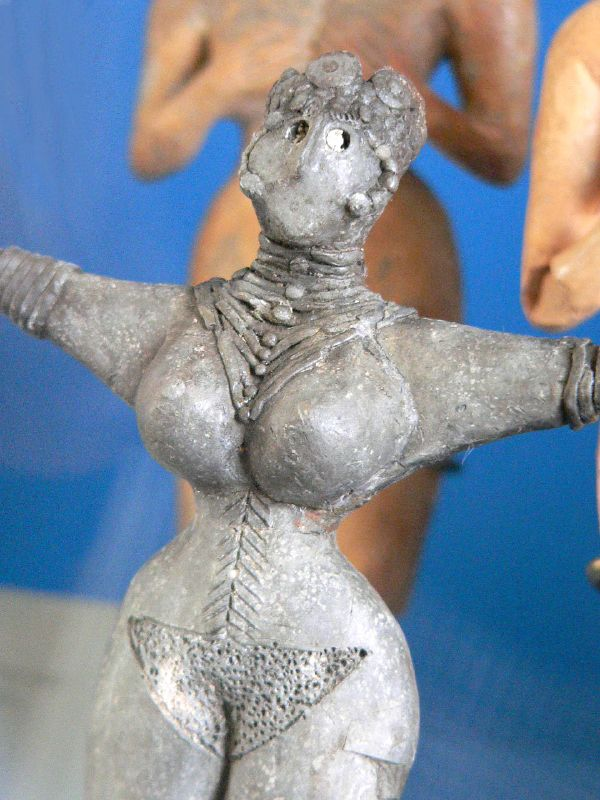
Figureta femenina trobada a Tureng Tepe (III mil·lenni aC).

A partir dels patrons que emergeixen de l'excavació, sembla evident que Tureng Tepe era un assentament d'especial importància dins la seva regió immediata.

## Cronologia del jaciment

### Neolític i calcolític
- Tureng IA (Neolític - se suposa que aquestes capes es troben per sota del nivell freàtic. Des d'aquest horitzó es produeixen fragments semblants a Djeitun, incorporats en maons fets en períodes posteriors)

- Tureng IB (període del Neolític final - de nou presumiblement per sota del nivell freàtic)
- Tureng IIA (període calcolític primerenc)

### Edat del Bronze
- Tureng IIB (ca. 3100–2600 aC)
- Tureng III A / B (ca. 2600–2100 aC). A aquest període pertany una enorme terrassa alta de maons de fang, construïda al centre de l'assentament i que potser representa el primer exemple d'arquitectura monumental d'aquesta regió.[10]
- Tureng III C (aproximadament 2100 -? aC)

### Edat del Ferro
- Tureng IV A (Edat del Ferro, possiblement segle VII aC)
- Tureng IV B edat del ferro, possiblement segle VI aC)
- Tureng VA (segle II aC)

### Temps històric
- Tureng VB (segle I aC)
- Tureng VC / D (segles I-II dC)
- Tureng VI Imperi Sassànida (segles III-V dC)
- Tureng VI B final de l'Imperi Sassànida (possiblement segles VI-VII)
- Tureng VII A/B Ocupació islàmica al cim del turó A (segles X-XI dC)
- Tureng VIII algunes restes islàmiques situades a la part sud-oest del jaciment (possiblement del segle xiii)